# Chūshingura
Chūshingura (忠臣蔵 - trung thần tạng, tạm dịch: kho chuyện trung thần) là tên thường gọi của Kana-dehon Chūshingura, một tiết mục biểu diễu của thể loại kịch múa rối Jōruri (Tịnh Lưu Ly, hay còn gọi là Bunraku) và kịch Kabuki. Trong thế giới Kabuki, kịch nói và điện ảnh thì cụm từ này còn được dùng để chỉ các tác phẩm có đề tài dựa trên sự kiện lịch sử các lãng sĩ thành Akō báo thù cho chủ (sự kiện Akō năm Genroku).
Các tác phẩm phim ảnh, diễn kịch về Chūshingura còn được biết đến với những cái tên khác như: 47 Võ sĩ, 47 Rōnin, 47 Samurai,.... Tuy nhiên đây chỉ là những cách gọi không chính thống và thường bắt gặp ở các nước bên ngoài Nhật Bản.

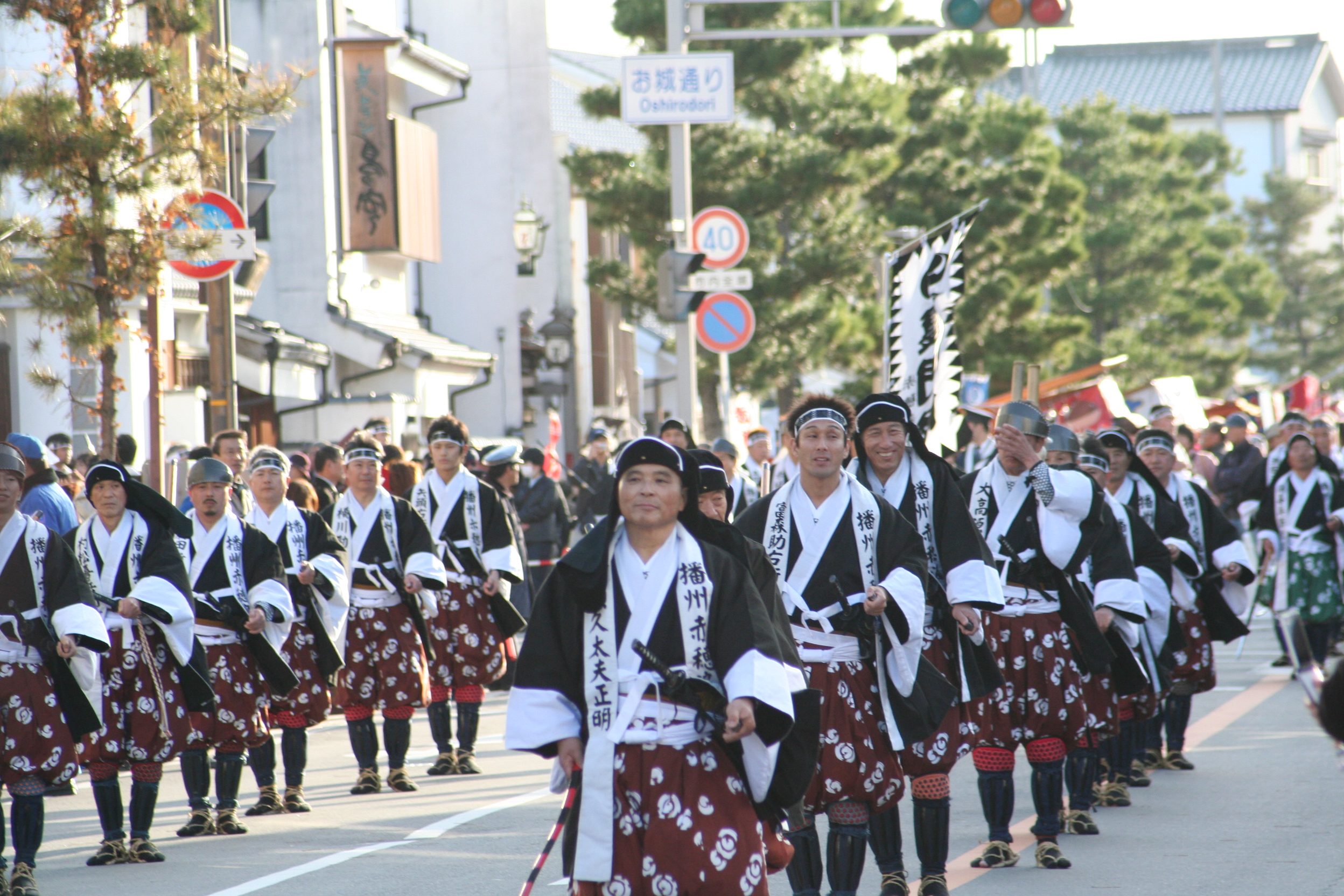
Đoàn diễu hành trong lễ hội nghĩa sĩ Akō

## Giải thích
Danh từ Chūshingura xuất hiện khi vỡ kịch múa rối Bunraku "Kana-dehon Chūshingura" của ba tác giả Takeda Izumo đời thứ hai, Miyoshi Shōraku và Namiki Sōsuke thuộc gánh tuồng Ōmoto-za, hợp tác diễn lần đầu tiên ở Ōsaka vào tháng 8 năm Kan-en thứ nhất (1748). Tựa đề vỡ diễn bày tỏ sự cảm thông, ca ngợi lòng trung nghĩa của các lãng nhân (Rōnin, Võ sĩ Samurai vô chủ, còn gọi là lãng sĩ - Rōshi) thành Akō báo thù cho chủ và đây cũng là sự kiện làm chấn động cả xã hội Nhật Bản vào đầu thế kỷ 18.
Khơi mào cho việc báo thù của các lãng nhân thành Akō là sự kiện Asano Naganori (Takumi-no-kami), chúa phiên Akō ở Harima, rút gươm chém viên quan coi sóc lễ nghi phép tắc của chính quyền Mạc phủ là Kira Yoshinaka tại hành lang lớn Matsuno (Matsuno Ōrōka) trong cung điện thành Edo vào ngày 14 tháng 3 năm Genroku thứ 14 (ngày 21 tháng 4 năm 1701 theo Tây lịch).
Trong sự việc này, Asano Naganori bị bắt tội và xử mổ bụng (Seppuku) ngay trong ngày hôm đó, còn Kira Yoshinaka được cho là bên bị hại và không bị xử lỗi gì. Điều này dẫn đến sự bất bình của các gia thần của Asano ở Akō. Hơn một năm sau, ngày 14 tháng 12 năm Genroku thứ 15 (30 tháng 1 năm 1703), quan Gia lão của Asano là Ōishi Yoshio (tên thường gọi là Kura-no-suke) cùng 46 người đồng chí tập kích vào dinh thự Kira, lấy đầu Kira Yoshinaka. Sau đó 47 lãng sĩ này bị chính quyền Mạc phủ bắt tội, phải mổ bụng tập thể vào ngày mùng 4 tháng 2 năm Genroku thứ 16.
Loạt sự kiện từ khi Asano Naganori chém Kira Yoshinaka trong thành Edo cho đến khi 47 lãng sĩ bị bắt tội được các sử gia ngày nay gọi là "sự kiện Akō năm Genroku" (元禄赤穂事件 - Genroku Akō jiken) và là một trong ba sự kiện báo thù lớn nhất trong lịch sử Nhật Bản. Nhóm lãng sĩ 47 người do Ōishi Yoshio cầm đầu được gọi là "lãng sĩ Akō" hay "47 lãng sĩ Akō".
(Chi tiết xin xem thêm bài "sự kiện Akō năm Genroku")
Sự kiện Akō năm Genroku này lần đầu tiên được đưa vào diễn kịch là vào tháng 1 năm Genroku thứ 16, trong vai trò là đoạn kết của vỡ diễn "Keisei Asama Soga" của gánh tuồng Yamamura ở Edo. Vỡ diễn này mở đầu bằng sự kiện báo thù của huynh đệ nhà Soga để dẫn dắt đến sự kiện báo thù của lãng sĩ Akō. Kể từ đó, sự kiện lịch sử này trở thành đề tài được ưa chuộng của kịch rối Jōruri (Tịnh Lưu Ly), Kabuki, và 4 năm sau (Hōei thứ 4 - 1706) thì vở kịch rối "Goban Taiheiki" có nội dung là sự kiện báo thù này, do Chikamatsu Mon-zaemon viết kịch được gánh tuồng Ōmoto diễn. Và đỉnh cao nhất của kịch rối đề tài Akō là "Kana-dehon Chūshingura" do Takeda Izumo đời thứ hai, Miyoshi Shōraku và Namiki Sōsuke hợp tác được diễn ở Ōsaka vào năm 1749. Đợt diễn đầu tiên của vỡ kịch này được ghi nhận là có lượng khách đến xem vô tiền khoáng hậu, và trong cùng năm thì đề tài này cũng trở thành một tiết mục diễn của kịch Kabuki.
Kana-dehon về sau còn được gọi là "độc tham thang", tên một thang thuốc Bắc trị xuất huyết. Sở dĩ nó được gọi như vậy là vì hễ mỗi khi gánh tuồng ế khách, chỉ cần diễn lại vở này là khách lại kéo đến. Và trong thế giới Kabuki, Jōruri, kể chuyện Kōdan đã phát sinh rất nhiều tác phẩm về đề tài này, đến độ hình thành hẳn một thể loại gọi là "Chūshingura-mono". Trong số này, nổi tiếng nhất phải kể đến tác phẩm "Tōkaidō Yotsuya Kaidan" (thường gọi là Yotsuya Kaidan) của tác giả Tsuruya Namboku, đây là sự kết hợp giữa "Kana-dehon Chūshingura" và thể loại Kaidan (quái đàm, tức kể chuyện ma).
Trong thời Edo, chính quyền Mạc phủ có lệnh cấm đưa các sự kiện xảy ra trong xã hội Võ gia vào văn học, diễn kịch nên sự kiện Akō năm Genroku khi lên sân khấu cũng được chuyển bối cảnh sang thời đại khác, mượn các nhân vật lịch sử thời đại khác để diễn đạt, như một kiểu lách luật. Trong vở kịch của Chikamatsu thì bối cảnh là thời Kamakura trong "Taihei-ki" (Thái Bình ký), nhân vật Asano Takumo-no-kami được chuyển thành En-ya Takasada còn Kira Kōzuke-no-suke trở thành Kō-no Moronao. Trong "Taihei-ki" thì sự kiện bắt đầu bùng nổ khi Moronao để mắt tới vợ của Takasada, và trong "Kana-dehon Chūshingura" cũng bắt đầu như vậy. Tuy nhiên, tác giả vở kịch đã dùng cách chơi chữ bóng gió khiến khán giả liên tưởng đến sự kiện thành Akō.

## Tên gọi Kana-dehon Chūshingura
Tên gọi "Chūshingura" (trung thần tạng) được giải thích là "một kho (tạng) đầy trung thần", tức khen ngợi 47 nghĩa sĩ Akō là trung thần liệt tử. Nhưng cũng có giải thích cho rằng chữ "tạng" ở đây nhằm chỉ đến Ōishi Kura-no-suke (大石内蔵助 - Đại Thạch Nội Tạng Trợ). Còn vì sao là "Kana-dehon" thì có nhiều giải thích như dưới đây.
- Bảng chữ cái Kana trong tiếng Nhật gồm 47 chữ, chỉ 47 lãng sĩ Akō. Thực tế cũng có những bức tranh Ukiyo-e vẽ 47 lãng sĩ, mỗi người một chữ cái Kana trên trang phục.
- Iroha là bài thơ cổ độc đáo, sử dụng hết các chữ cái trong bảng chữ Kana và mỗi chữ chỉ xuất hiện một lần duy nhất. Thật trùng hợp, nếu ngắt từng đoạn 7 chữ trong bài thơ Iroha này sẽ được "toka nakute shisu" (tức "toga nakute shisu - 咎無くて死す) nghĩa là "không có tội mà vẫn chết", chỉ việc 47 lãng sĩ Akō bị buộc phải mổ bụng.
- Vì lệnh cấm của Mạc phủ, không được sử dụng tên thật của nhân vật nên gọi là Kana.

Từ thời Meiji trở đi, Mạc phủ Edo sụp đổ nên tên nhân vật xuất hiện trong các tác phẩm Chūshingura cũng trở về với tên nhân vật lịch sử, và Chūshingura vẫn được rất nhiều người ưa chuộng. Tháng 1 năm Shōwa thứ 9 (1934), vở kịch "Genroku Chūshingura" thuộc thể loại Shinkabuki của tác giả Mayama Seika với nhiều chi tiết sử liệu điều tra kỹ càng được trình diễn, cũng trong năm đó vở kịch này được đạo diễn Mizuguchi Kenji dựng thành phim điện ảnh vợi sự tham gia diễn xuất của dàn diễn viên Shinkabuki của vở kịch. Trong các thể loại văn nghệ khác như kể chuyện Kōdan, Rōkyoku (hát, kể chuyện với tiếng đệm của đàn Shamisen) thì đề tài Chūshingura cũng rất được ưa chuộng. Trong các tác phẩm này lại chia thành hai nhánh là "Akō gishi-den" (Akō nghĩa sĩ truyện) được xem như là "bổn truyện", nhánh chính, với nội dung là sự kiện lịch sử năm Genroku, và nhánh phụ "Gishi meimei-den" gồm các câu chuyện riêng biệt về từng nhân vật trong số 47 lãng sĩ Akō và những đoạn ngoại truyện.
Sau đệ nhị Thế chiến, nước Nhật bại trận và chịu sự quản thúc của Liên Hợp quốc và tư tưởng, ngôn luận bị kiểm soát gắt gao. GHQ lo sợ rằng phong trào vận động tinh thần dân tộc lên cao nên đã cấm xuất bản, biểu diễn, công chiếu các tác phẩm có đề tài Chūshingura với lập luận "quan niệm đạo đức xã hội phong kiến cản trở quá trình dân chủ hóa" (chuyện báo thù), mãi đến năm Shōwa thứ 22 (1947) lệnh cấm mới được bãi bỏ.
Các lãng sĩ Akō tập kích vào dinh thự Kira vào ngày 14 tháng 12 Âm lịch (chính xác là rạng sáng ngày hôm sau) và cho đến hiện nay, hằng năm khi đến gần ngày 14 tháng 12 Tây lịch thì các đài truyền hình cũng thi nhau phát sóng các bộ phim truyền hình, phim điện ảnh về đề tài Chūshingura. Việc này cho thấy sức nóng của Chūshingura chưa bao giờ nguội. Cho đến ngày nay, hằng năm đều có nhiều bộ phim điện ảnh, truyền hình về đề tài này được chế tác, nhiều vở kịch được viết mới và công diễn. Trong số đó có nhiều tác phẩm phản ánh sử liệu chân thật, trong khi một số khác lại đặt những góc nhìn khác với truyền thống, chẳng hạn xem các lãng sĩ Akō không phải người trung nghĩa, những góc nhìn khác về nhân vật phản diện Kira Kōzuke-no-suke.

## Các tác phẩm về Chūshingura
Mặc dù Chūshingura là đề tài phổ biến trong tất cả các loại hình văn nghệ ở Nhật, không chỉ giới hạn ở kịch Kabuki và phim ảnh mà còn lan rộng sang các loại hình khác như Rakugo, Kōdan, văn học, hát Ha-uta, Ko-uta, và vô số bài bình luận liên quan đến đề tài này. Ngoài ra, ngày nay còn thấy nhiều tác phẩm parody, game về đề tài này. Dưới đây là một vài tác phẩm chủ chốt.

### Kabuki

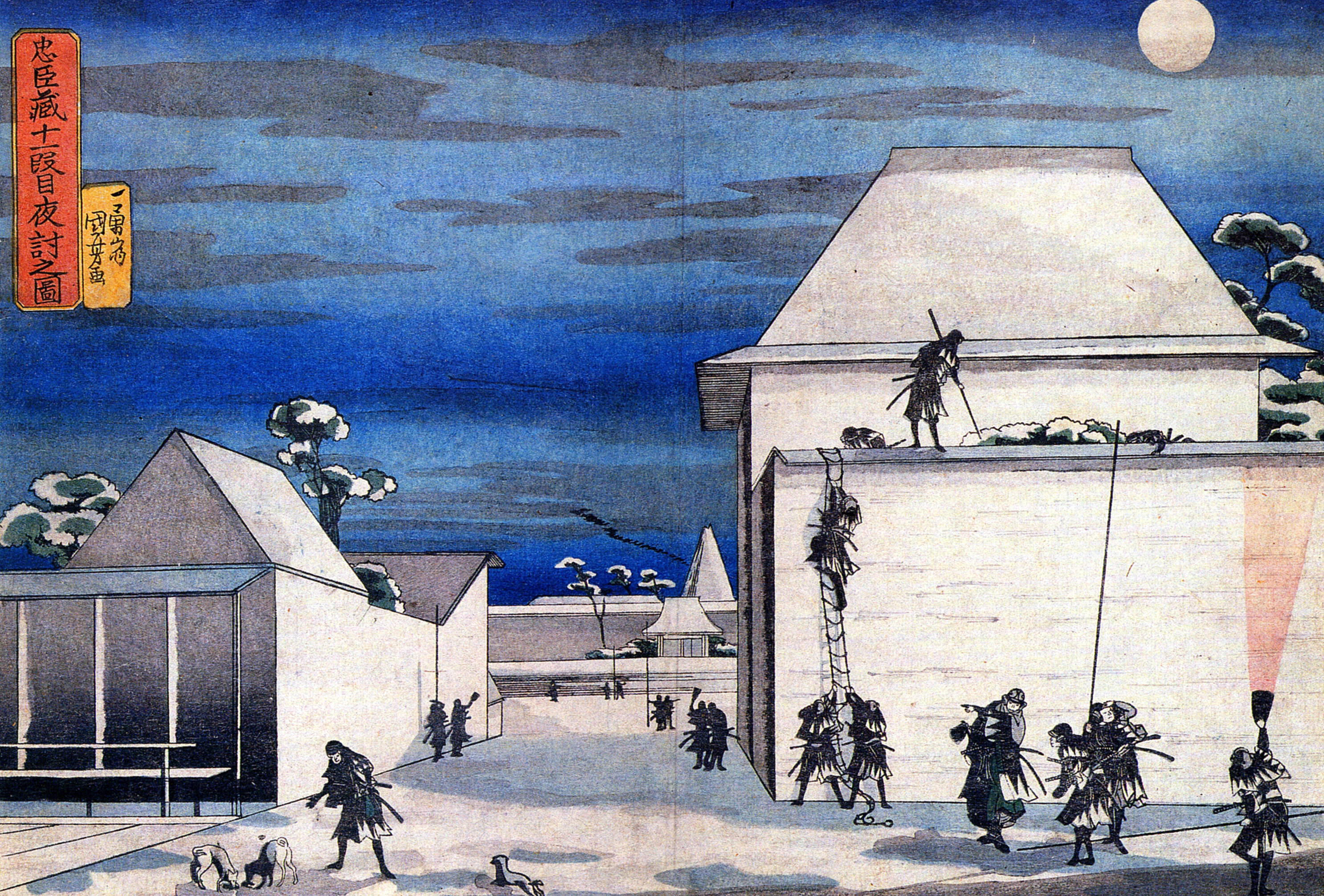
Tranh Ukiyo-e của họa sĩ Utagawa Kuniyoshi vẽ cảnh lãng sĩ Akō tập kích vào dinh Kira

- Tōkaidō Yotsuya Kaidan
- Taihei-ki Chūshingura Kōshaku
- Gishin-den Yomikiri Kōshaku
- Hana wa sakuragi Akō no shiogama
- Kiku no en Tsuki no shiranami
- Chūshingura no gonichi no tatemae
- Genroku Chūshingura
- Kamikakete Sango Taisetsu
- Shimizu Ichigaku
- Matsu-ura no Taiko
- Tsuchiya Michinao

### Văn học
Có rất nhiều tiểu thuyết về đề tài Chūshingura, trong đó có những tác phẩm được dựng thành phim ảnh như dưới đây.
- Akō Rōshi (1927): tác giả Osaragi Jirō
- Shimpen Chūshingura: tác giả Yoshikawa Eiji
- Akō Rōshi-den (1988): tác giả Kaionji Chōgorō
- Shin Chūshingura (1961): tác giả Funahashi Sei-ichi
- Nimpō Chūshingura (1962): tác giả Yamada Fūtarō
- Genroku Taihei-ki (1998): tác giả Nanjō Norio
- Tōge no gunzō (1981-1982): tác giả Sakaiya Ta-ichi
- Tsukaban Chūshingura (1982): tác giả Tsuka Kōhei
- Chūshingura (1986): tác giả Morimura Sei-ichi
- Zokuhen Kira Chūshingura (1988): tác giả Morimura Sei-ichi
- Ura omote Chūshingura (1988): tác giả Kobayashi Nobuhiko
- Shin Chūshingura (1991): tác giả Tsumoto Yō
- Shijūshichi nin no shikaku (47 thích khách) (1992): tác giả Ikemiya Shōichirō
- Saigo no Chūshingura: tác giả Ikemiya Shōichirō
- Nazo-tehon Chūshingura (2008): tác giả Katō Hiroshi
- Chūshingura Kessaku taizen (1992): tác giả Hasebe Fumichika

### Phim điện ảnh
Dưới đây chỉ liệt kê một vài trong số rất nhiều phim điện ảnh về Chūshingura đã được dựng, kể từ bộ phim đầu tiên vào năm 1907.
- Jitsuroku Chūshingura (1920)
- Genroku Chūshingura (2 tập, 1941-1942)
- Chūshingura Hana no maki Yuki no maki (1962)
- Akō Rōshi (1961)
- Akō-jō danzetsu (1978)
- Chūshingura Shijūshichi nin no shikaku (1994)
- Chūshingura gaiden Yosuya kaidan (1994)
- Saigo no Chūshingura (2010)
- 47 RONIN (2013): bộ phim của đạo diễn Mỹ quốc, với sự tham gia của các diễn viên Nhật gạo cội như Sanada Hiroyuki, Asano Tadanobu. Tuy nhiên, nội dung bộ phim này không bám sát truyền thống.

### Phim truyền hình
Dưới đây chỉ liệt kê một vài trong số rất nhiều bộ phim truyền hình về Chūshingura đã được dựng.
- Akō Rōshi (1964)
- Kawaraban Chūshingura (1964)
- Dai-chūshingura (1971)
- Genroku Taihei-ki (1975)
- Onna tachi no Chūshingura (1979)
- Hissatsu Chūshingura (1987)
- Genroku Ryōran (1999)
- Chūshingura 1/47 (2001)
- Chūshingura (2004)
- Chūshingura oto nashi no ken (2008)
- Tokugawa Tsunayoshi inu to yobareta otoko (2004)
- Chūshingura Kaze no maki Kumo no maki (1991)

## Cước chú
1. ↑  nghiên cứu Goban Taihei-ki[liên kết hỏng]
2. ↑  Toka nakute shisu[liên kết hỏng]